# Sabiha El-Zayat
Sabiha El-Zayat (geb. 1970 in Köln) ist eine deutsche Ärztin und Persönlichkeit des Islams in Deutschland und in Europa.

## Leben und Wirken
Sabiha El-Zayat wurde 1970 in Köln geboren, wuchs in Ankara in der Türkei auf und kehrte mit zehn Jahren nach Köln zurück. Sie studierte Humanmedizin, Islamwissenschaft, protestantische Theologie und Ethnologie an den Universitäten Köln und Bonn. Seit 1999 ist sie Dozentin für Islamische Hermeneutik und Didaktik am Zentrum für Islamische Frauenforschung und -förderung (ZIF) in Köln. Sie arbeitet ebenfalls am Centre for Islamic Women Studies des Institut Européen des Sciences Humaines (IESH / Europäisches Institut für Geisteswissenschaften) in Paris. Sie ist Mitglied des European Muslim Network. Seit 2001 ist sie Stellvertretende Vorsitzende der Gesellschaft muslimischer Sozial- und Geisteswissenschaftler. Der deutsche Islamwissenschaftler Guido Steinberg bezeichnete sie als eine „führende islamistische Funktionärin“.
El-Zayat ist die Nichte des türkischen Politikers Necmettin Erbakan (1926–2011), der in der Türkei als Vater der Islambewegung gilt, und die Schwester des langjährigen Milli Görüs-Deutschlandchefs Mehmet Erbakan (geb. 1967 in Köln). Sie ist verheiratet mit Ibrahim El-Zayat (geb. 1968 in Marburg), dem deutschen Geschäftsmann und Funktionär islamischer Organisationen in Europa und Sohn des Ägypters Farouk El-Zayat, der in Marburg als Imam wirkte. Die Spiegel-Journalistin Andrea Brandt sieht durch diese persönlichen Verbindungen „zwei bedeutende Strömungen“ verknüpft, nämlich „den politischen Islam türkischer und ägyptischer Prägung“.
El-Zayat und ihr Ehemann gehören zu den Unterzeichnern der Botschaft aus Amman (englisch Amman Message, 2004). Diese wurde von nur sehr wenigen Frauen unterzeichnet. Im Jahr 2006 nahm El-Zayat an dem Table of Free Voices teil, einem Runden Tisch, den die Initiative Dropping Knowledge organisiert hatte. Der Regisseur Ralf Schmerberg verarbeitete Aufnahmen dieses Ereignisses im Dokumentarfilm Problema, in dem auch El-Zayat zu Wort kommt.

## Publikationen (Auswahl)
- Auf dem Weg zu einem selbstverständlichen Miteinander in einem pluralen Europa. In: Muslime im säkularen Rechtsstaat. Neue Akteure in Kultur und Politik. Eine Dokumentation von Beiträgen einer Veranstaltungsreihe, die zwischen November 1999 und Mai 2000 in Berlin, Frankfurt am Main, Hannover und München von der Heinrich-Böll-Stiftung […] durchgeführt wurde. Hrsg. von Thomas Hartmann, Margret Krannich. Verlag das Arabische Buch, Berlin 2001, ISBN 3-86093-311-6; zugl. Hessische Gesellschaft für Demokratie und Ökologie, Frankfurt am Main 2001, ISBN 3-930832-09-7, S. 29–36 (Scan in der Google-Buchsuche).
  - Kurzbiografie. S. 121 (Scan in der Google-Buchsuche).
- Verhüllt, bedeckt, behütet – Enthüllt, entblößt, bloßgestellt. Streit um eine Bekenntnistextilie – muslimische Überlegungen. In: Junge Kirche. Uelzen, Heft 3/2004, S. 6–10 (jungekirche.de [PDF; 164 kB]).
- Das Geschlechterverhältnis im Islam. In: Kulturelle Vielfalt – Diskurs um die Demokratie. Politische Bildung in der multireligiösen und multiethnischen Gesellschaft (= Reihe Politik und Bildung. Band 42). Hrsg. von Barbara Menke, Klaus Waldmann, Peter Wirtz. Wochenschau Verlag, Schwalbach/Ts. 2006, ISBN 3-89974-222-2.
- Verschiedenheit als Chance: Muslime in Deutschland und die Rolle der Residenzgesellschaft. o. D. (boell-hessen.de).
- Fortpflanzungsmedizin in muslimischer Sicht: Ethische Grundbegriffe. o. D. (nach 20. Mai 2001) (gevth.de; [PDF; 41 kB]; 8 S.).